# Elezioni parlamentari in Lettonia del 2006
Le elezioni parlamentari in Lettonia del 2006 si tennero il 7 ottobre per il rinnovo del Saeima. In seguito all'esito elettorale, Aigars Kalvītis, espressione del Partito Popolare, fu confermato Primo ministro; nel 2007 fu sostituito da Ivars Godmanis, cui seguì, nel 2009, Valdis Dombrovskis.

## Risultati
| Liste                                                | Voti    | %     | Seggi |
| ---------------------------------------------------- | ------- | ----- | ----- |
| Partito Popolare                                     | 177 481 | 19,68 | 23    |
| Unione dei Verdi e degli Agricoltori                 | 151 595 | 16,81 | 18    |
| Nuova Era                                            | 148 602 | 16,48 | 18    |
| Centro dell'Armonia (TSP - LSP - JP - DPP)           | 130 887 | 14,52 | 17    |
| Primo Partito di Lettonia - Via Lettone              | 77 869  | 8,64  | 10    |
| Per la Patria e la Libertà/LNNK                      | 62 989  | 6,99  | 8     |
| Per i Diritti Umani nella Lettonia Unita             | 54 684  | 6,06  | 6     |
| Partito Socialdemocratico dei Lavoratori di Lettonia | 31 728  | 3,52  | –     |
| Alleanza Patriottica Politica "Madrepatria"          | 18 860  | 2,09  | –     |
| Tutto per la Lettonia                                | 13 469  | 1,49  | –     |
| Nuovi Democratici                                    | 11 505  | 1,28  | –     |
| Partito dei Pensionati e degli Anziani               | 7 175   | 0,80  | –     |
| Altri                                                | 14 821  | 1,64  | –     |
| Totale                                               | 901 665 | 100   | 100   |